# Central nuclear de Oskarshamn
La Central Nuclear de Oskarshamn  (en sueco: Oskarshamns kärnkraftverk)  es una de las tres centrales nucleares activas en Suecia. La planta se encuentra a unos 30 kilómetros al norte de Oskarshamn directamente en el Kalmarsund en la costa del Mar Báltico y con tres reactores que producen cerca del 10% de las necesidades de electricidad de Suecia. Todos los reactores utilizan la tecnología BWR. La Unidad 1 tiene una potencia instalada de 494 MW, 664 MW la Unidad 2 y la Unidad 3, el bloque más nuevo  en la planta, tiene una potencia instalada de 1.450 MW. La central nuclear de Oskarshamn es de este modo una de las mayores centrales eléctricas de la zona nórdica por su producción.